# Gorontalo / Jalaluddin
Gorontalo / Jalaluddin är en flygplats i Indonesien. Den ligger i den nordöstra delen av landet, 1 900 km öster om huvudstaden Jakarta. Gorontalo / Jalaluddin ligger 32 meter över havet.
Terrängen runt Gorontalo / Jalaluddin är platt åt sydväst, men åt nordost är den kuperad.Runt Gorontalo / Jalaluddin är det ganska tätbefolkat, med 192 invånare per kvadratkilometer. Omgivningarna runt Gorontalo / Jalaluddin är en mosaik av jordbruksmark och naturlig växtlighet.